# Clemens-August-Dorf
Clemens-August-Dorf (benannt nach Clemens August Graf von Galen) ist ein Ortsteil der Stadt Damme (Niedersachsen).

## Geschichte
Das Dorf wurde nach Ende des Zweiten Weltkriegs südwestlich der Stadt durch den Ortsverein Damme des Kardinal-Graf-von-Galen-Siedlungswerkes errichtet. Anlass für den Bau war die Wohnungsnot von Vertriebenen und Flüchtlingen. Anders als bei weiteren Gründungen des Siedlungswerkes wurden beim Bau von Clemens-August-Dorf auch einheimische Interessen berücksichtigt.